# Polekarcice
Polekarcice – wieś w Polsce, położona w województwie małopolskim, w powiecie proszowickim, w gminie Koniusza.
W latach 1975–1998 wieś administracyjnie należała do województwa krakowskiego.
| SIMC    | Nazwa   | Rodzaj     |
| ------- | ------- | ---------- |
| 0323594 | Malina  | część wsi  |
| 0323602 | Podgaje | część wsi  |
| 0323619 | Zalipie | przysiółek |